# Włado Czernozemski
Włado Czernozemski, właśc. Weliczko Dimitrow Kerin, Vlad Makedonski, Veličko Georgijev Kerin (ur. 19 października 1897 w Kamenicy, zm. 9 października 1934 w Marsylii) – bułgarski nacjonalista, sprawca zamachu na króla Jugosławii Aleksandra I Karadziordziewicia (operacja „Miecz teutoński”).

## Życiorys
Urodził się we wsi Kamenica (obecnie części Welingradu) w południowej Bułgarii jako syn Dimitara Kerina oraz Risy Baltadziewej. W młodości nadużywał alkoholu, wdawał się w bójki z rówieśnikami i popełniał drobne kradzieże, nie ukończył szkoły podstawowej. W drugiej dekadzie XX wieku zmienił swój styl życia, unikając używek i wybierając dietę wegetariańską. W czasie I wojny światowej zmobilizowany do armii bułgarskiej, szybko zaraził się ideologią nacjonalistyczną. Służył w wojskach inżynieryjnych, ze służby zwolniony został w 1919 roku.
Po zakończeniu wojny ożenił się i podjął pracę m.in. jako kierowca i zegarmistrz. Od 1920 roku mieszkał w Bansku. W 1923 urodziła mu się córka, Latinka.

### Działalność w WMRO
W 1922 rozpoczął działalność w Wewnętrznej Macedońskiej Organizacji Rewolucyjnej (WMRO), gdzie przyjął pseudonim Włado Czernozemski. W organizacji specjalizował się w zamachach, w 1925 roku zabił polityka – komunistę Dima Chadżidimowa. Po zamachu szybko aresztowany, skazany na śmierć przez powieszenie, a następnie wypuszczony przez policjantów w trakcie eskorty do więzienia. W związku z dokonanym morderstwem żona wniosła o rozwód, który jej przyznano.
Ożenił się ponownie, prawdopodobnie już w następnym roku. Jego żoną została działaczka WMRO, również zabójczyni. W 1927 roku zaproponował wysadzenie paryskiego gmachu obrad Ligi Narodów, ale jego propozycja została odrzucona. W 1930 roku w ramach czystek zamordował ważnego działacza WMRO Nauma Tomalewskiego (wraz z jego ochroniarzem). W 1932 roku skazany na karę śmierci, miesiąc później ułaskawiony przez cara Borysa III.
Na początku lat 30. XX wieku WMRO nawiązała kontakt z chorwackimi ustaszami, którzy pod kierunkiem włoskich faszystów planowali zamach na władcę Jugosławii. W 1932 zajął się szkoleniem ustaszy w obozie we włoskim Borgotaro. Wkrótce potem został przeniesiony na Węgry, gdzie pod jego kierunkiem w Janka Puszta ustasze przygotowywali zamach na króla Jugosławii, Aleksandra I.

### Zamach na króla Aleksandra I

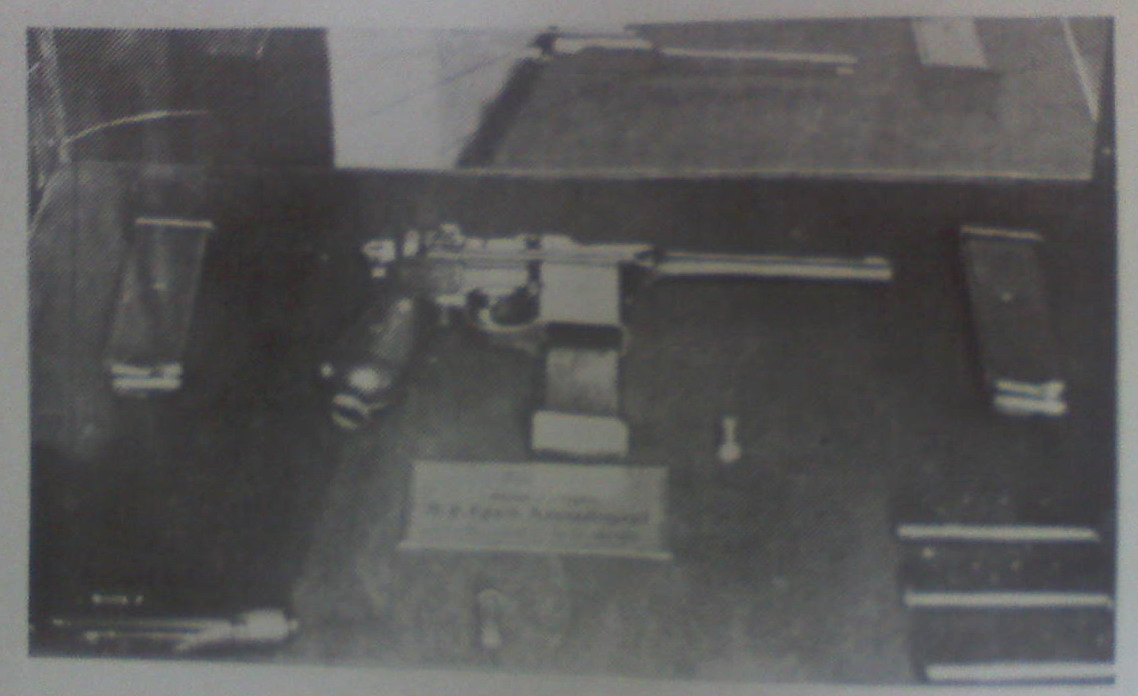
Broń, przy pomocy której Czernozemski dokonał zamachu

Zamach na króla Jugosławii przeprowadzić miała grupa czterech zamachowców, rozlokowanych w różnych miastach, które planował odwiedzić Aleksander I. Czernozemski jako najbardziej doświadczony, został wybrany na wykonawcę pierwszej próby, w czasie wizyty króla w Marsylii 9 października 1934 roku. Czernozemski stał w tłumie witających króla z bukietem kwiatów, w którym ukrył pistolet Mausera. Udało mu się zbliżyć do samochodu wiozącego króla, wskoczyć na boczny stopień auta i oddać 10 strzałów. Dowódca ochrony, pułkownik Jules Piollet jadący konno z odkrytą szablą uderzył w kark zamachowca, ale nie zapobiegł oddaniu strzałów. W trakcie akcji Czernozemski został dodatkowo postrzelony przez jednego z policjantów i skatowany przez tłum gapiów przy bezczynności policji. Usiłował się zastrzelić, ale w zamieszaniu wytrącono mu broń. Przewieziony na przesłuchanie nie był już w stanie mówić z powodu obrażeń i zmarł tego samego dnia około 20:00. Według Žakliny Petrovskiej miał być przez policjantów torturowany.
W zamachu został ranny generał Alphonse Georges, a francuski minister spraw zagranicznych Louis Barthou oraz szofer ponieśli śmierć. W 1974 roku ujawniono, że Barthou został lekko ranny jedną z kul wystrzelonych przez Czernozemskiego, a zginął z ręki policjanta francuskiego, który zaczął strzelać w kierunku zamachowca.
Czernozemski miał przy sobie czechosłowacki paszport na nazwisko Peter Kelemen, wystawiony przez konsulat czechosłowacki w Zagrzebiu. Policja francuska zidentyfikowała go na podstawie odcisków palców i tatuażu oraz okazania zwłok aresztowanej już wcześniej żonie Czernozemskiego. Pochowany w nieznanym miejscu.